# Alice Lewisohn
Alice Lewisohn (1883-Zúrich, 1972) fue la fundadora de Neighborhood Playhouse con su hermana Irene Lewisohn. Alice también era actriz.

## Biografía
Era hija de Rosalie Jacobs y de Leonard Lewisohn. En 1905 ella y su hermana, Irene Lewisohn, comenzaron a tomar clases y a trabajar en la Henry Street Settlement House in New York. Produjeron obras de danza y dramáticas. En 1915, abrieron la Neighborhood Playhouse en la esquina de Grand y Pitt Streets. Ofrecían formación en danza y arte dramático a niños y adolescentes. Irene se encargaba de la enseñanza de la danza y la producción, con la ayuda de Blanche Talmud. Alice Lewisohn se encargaba del arte dramático. En 1924 se casó con el artista, ilustrador y diseñador Herbert E. Crowley.
Residió en Zúrich, Suiza durante varios años, siendo parte del círculo más íntimo de Carl Jung, junto a Crowley. La noción de un dios hermafrodita, extraída de la Cábala, fue una sugerencia de Alice Lewisohn a  Jung, y fue comentada por Jung en un seminario de análisis de sueños. Jung urgió a Alice Lewisohn a que huyera de Europa al comienzo de la Segunda Guerra Mundial a través de una carta en la que sugería que el suicidio sería mejor opción que si la enviaran a Polonia."
En 1927 Lewisohn clausuró la Neighborhood Playhouse tras una docena de años llenos de éxitos, entre los que se incluyen producciones tales como The Dybbuk, de 1925.
Al terminar la Segunda Guerra Mundial, Lewisohn se estableció en Zúrich junto a su marido, muriendo en dicha ciudad en 1972 con el nombre de Alice Lewisohn Crowley.

## Broadway
- Gertrude Kingston and a Visiting Company - The Queen's Enemies, con Alice Lewisohn como La Reina (1916)
- Back to Methuselah, Part II (The Gospel of the Brothers Barnabas), escenografiada por Alice Lewisohn (1922)
- The Dybbuk, escenografía en colaboración con Alice Lewisohn (1925-1926)
- Pinwheel, dirigida por Alice Lewisohn (1927)

## Publicaciones
- Israel: A Symphony for Orchestra by Ernest Bloch
- The Neighborhood Playhouse (1959)